# 撞球桿

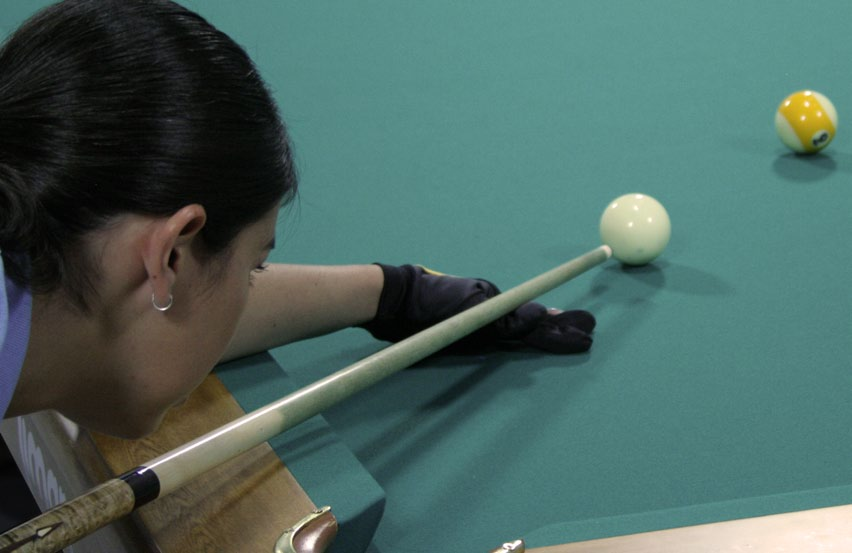

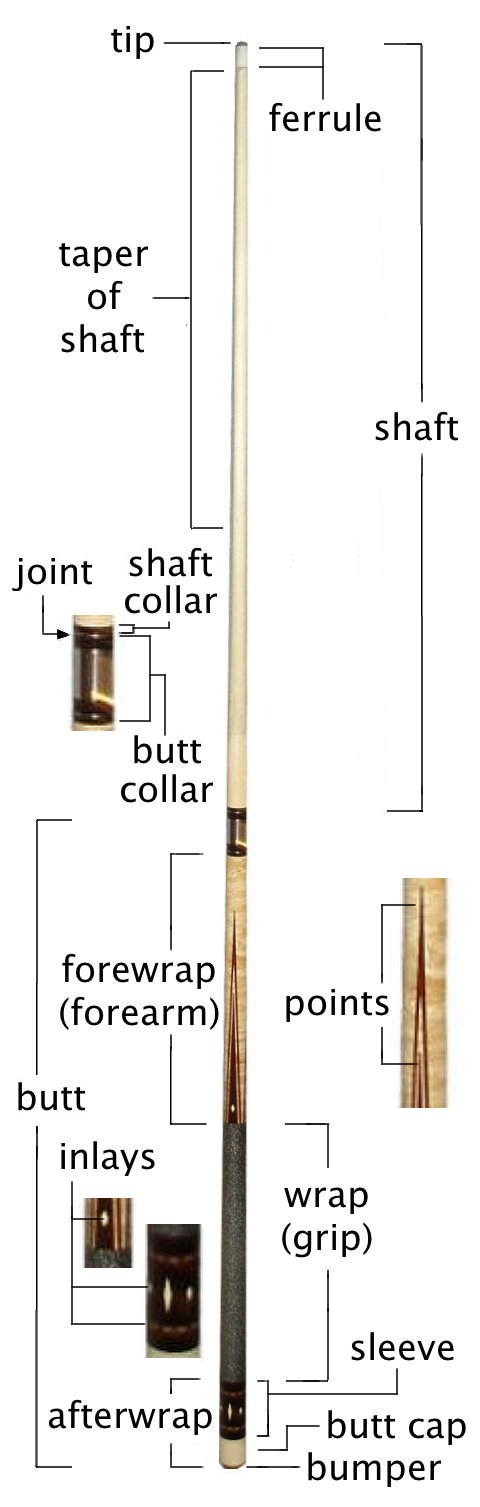
台球球杆及其主要部位。

撞球桿是花式撞球、斯诺克和開侖比赛時用于击球的体育运动器材。撞球桿其實是一種锥形棒子，通常约为57-59 英寸（约 1.5 m) 长，重量在在 16 到 21 盎司之间  (450–600 g）。大多数撞球桿都是用木头制成的，但偶尔也会用到其他材料，例如石墨、碳纤维或玻璃纤维。 